# My Favorite Things: Coltrane at Newport
| Recensione | Giudizio |
| ---------- | -------- |
| AllMusic   | [ 1 ]    |

My Favorite Things: Coltrane at Newport è un album discografico compilation di John Coltrane pubblicato dall'etichetta Impulse! Records nel 2007.
L'album raccoglie le esibizioni dal vivo tenute dal sassofonista jazz John Coltrane al Festival del Jazz di Newport nel 1963 e nel 1965. Tutte le tracce erano precedentemente disponibili in altri dischi. Lo show del '63 era stato pubblicato in forma editata sugli album Newport '63 e Selflessness: Featuring My Favorite Things; questa raccolta presenta diversi minuti suppletivi di Impressions e l'introduzione sul palco da parte di Willis Conover. Il set del '65 era stato in precedenza pubblicato nell'LP New Thing at Newport in coabitazione con il set di Archie Shepp.

## Tracce
1. I Want to Talk About You - 9:41 (Newport Jazz Festival 1963)
2. My Favorite Things - 17:20 (Newport Jazz Festival 1963)
3. Impressions - 23:30 (Newport Jazz Festival 1963)
4. Spoken Introduction To John Coltrane's Set By Father Norman O'Connor (Newport Jazz Festival 1965)
5. One Down, One Up - 12:43 (Newport Jazz Festival 1965)
6. My Favorite Things - 15:13 (Newport Jazz Festival 1965)

- Tracce 1, 2, 3 registrate dal vivo il 7 luglio 1963, Newport Jazz Festival, Freebody Park, Newport, Rhode Island
- Tracce 4,5,6 registrate dal vivo il 2 luglio 1965, Newport Jazz Festival, Freebody Park, Newport, Rhode Island

## Musicisti
- John Coltrane - sax tenore, sax soprano
- McCoy Tyner - piano
- Jimmy Garrison - contrabbasso
- Roy Haynes - batteria (tracce 1,2,3)
- Elvin Jones - batteria (tracce 5,6)

### Crediti
- Registrazioni originali prodotte da Bob Thiele
- Produzione compilation: Harry Weinger
- Art Direction: Hollis King
- Note interne:
- Package Design: Philip Manning
- Coordinamento di produzione: Cameron Mizell
- Tutte le tracce sono state remixate dai nastri originali ABC-Impulse e rimasterizzate da Kevin Reeves all'Universal Mastering Studios-East.